# Volcán Viejo
Le Volcán Viejo ou Volcán Chillán Viejo est un volcan du Chili. Il constitue l'ancienne partie volcaniquement active des Nevados de Chillán qui se concentre depuis la première moitié du XXIe siècle sur le Volcán Nuevo voisin.